# Hacker-Pschorr-Brücke
Die Hacker-Pschorr-Brücke ist eine Hängebrücke für Wanderer am Südhang des Wank in der Nähe von Garmisch-Partenkirchen. Das Bauwerk wurde 2011 errichtet und verkürzt den Aufstieg zur Tannenhütte über den Sunnaweg um eine halbe Stunde unattraktiven Fahrwegs.

## Geschichte
Mit dem Ausbau des Sunnawegs vom Zeileck zum Hasenböderl entstand der Wunsch einer direkten Verbindung zur jenseits der Faukenschlucht gelegenen Gamshütte, an deren Stelle seit 2018 die Tannenhütte steht. Mit finanzieller Unterstützung des Bayerischen Staatsministeriums für Wirtschaft, Infrastruktur, Verkehr und Technologie ließ der Markt Garmisch-Partenkirchen die Brücke im Sommer und Herbst 2011 durch die Hoch-Tief-Bau Imst GmbH errichten. Durch die Übernahme von 15 % der Baukosten von insgesamt 200.000 Euro sicherte sich die Münchener Brauerei Hacker-Pschorr das Namensrecht. Das Bauwerk wurde im Mai 2012 offiziell seiner Bestimmung übergeben.

## Konstruktion
Die verzinkte Stahlkonstruktion überspannt die hier fast 40 m tiefe Faukenschlucht auf einer Länge von 55 m. Die Tragseile haben eine Länge von 54,8 m und sind 44 mm dick. Die Brücke ist 1,20 breit und hat einen Durchhang von einem Meter.